# Moulin Rouge

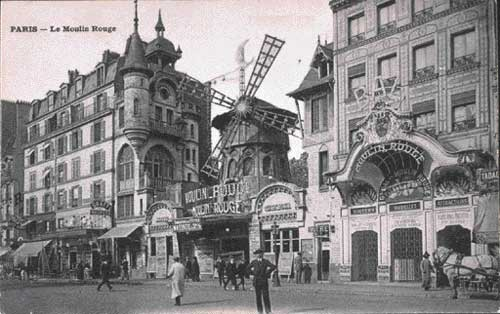
Moulin Rouge în anii 1900

Moulin Rouge (pronunție în franceză [mu.lɛ̃ ʁuʒ], Moara Roșie) este un local cu program de cabaret construit în 1889 de Joseph Oller, care era proprietarul sălii de spectacole Olympia, în cartierul  Montmartre din Paris. Este cel mai cunoscut pentru renașterea modernă a dansului can-can.